# Ефимов, Иван Семёнович
Иван Семёнович Ефимов (11 [23] февраля 1878, Москва, Российская империя — 7 января 1959, там же, СССР) — русский и советский художник-анималист, скульптор, график и иллюстратор, живописец, театральный деятель, реформатор театра кукол, профессор. Заслуженный деятель искусств РСФСР (1955). Народный художник РСФСР (1958).

## Биография

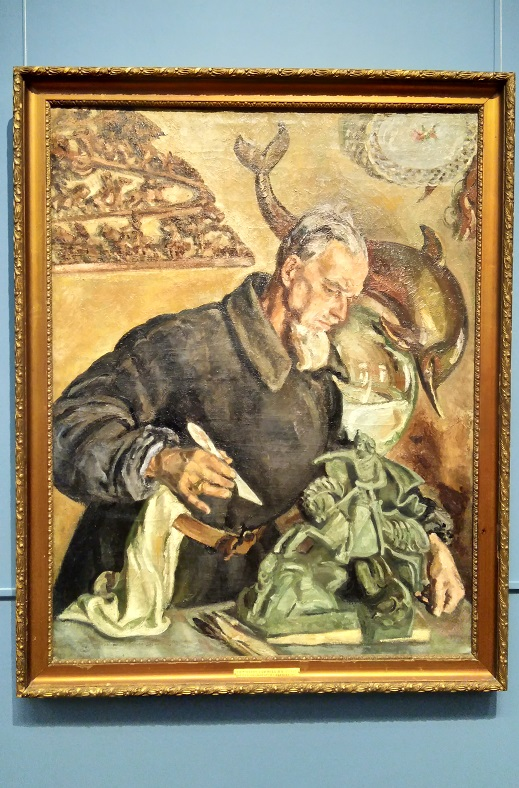
Н. Я. Симонович-Ефимова. Портрет скульптора Ивана Ефимова. ГТГ, 1942

Иван Семёнович Ефимов родился 11 (23) февраля в России в Москве вторым ребенком в семье помещика Тамбовской губернии. Детство и юность провел в имении Отрадное в Тюшевке, недалеко от Липецка. С 1896 по 1898 годы учился в частной художественной школе Н. А. Мартынова. С 1898 по 1900 год — учился на естественном отделении Московского университета и одновременно в частной художественной студии Е. Н. Званцевой у К. А. Коровина, В. А. Серова, А. С. Голубкиной. С 1905 по 1908 год работал в гончарной мастерской «Абрамцево» С. И. Мамонтова.

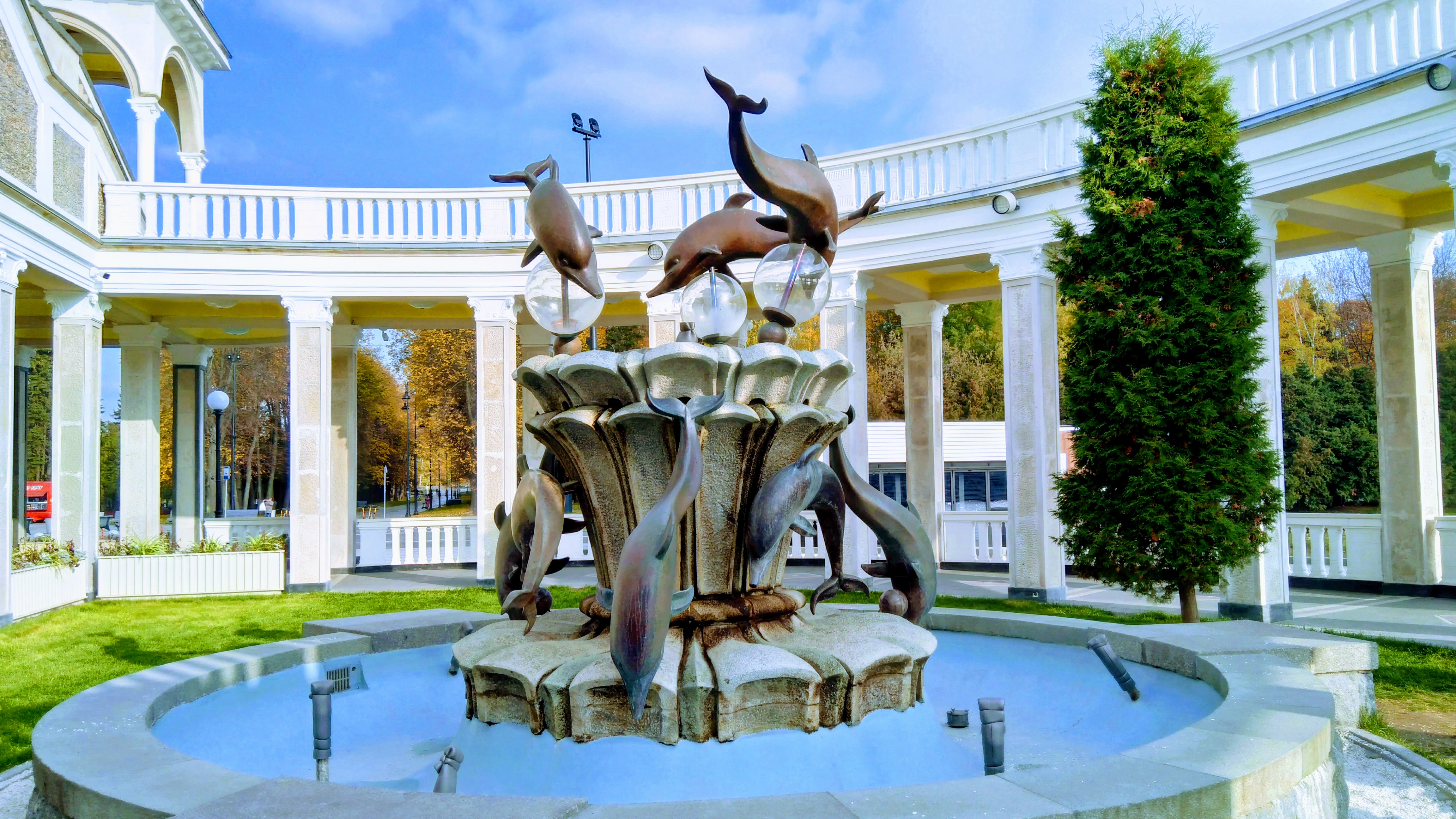
И. С. Ефимов. Фонтан «Южный» («Дельфины»), Северный речной вокзал в Москве, 1937

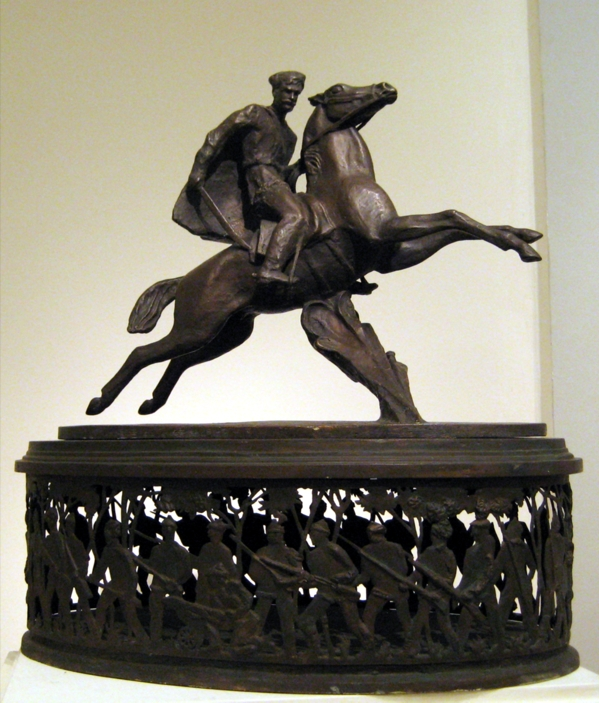
И. С. Ефимов. Эскиз неосуществлённого памятника В. И. Чапаеву в Алма-Ате. ГТГ, 1938

И. С. Ефимов. Памятник И. Д. Пастухову в Ижевске, 1933

Участник выставок с 1906 года. С 1907 года — член кружка русских художников в Париже «Монпарнас» и член МТХ. С 1908 по 1911 годы совершил ряд поездок по странам Европы (Нидерланды, Германия, Австрия, Швейцария, Италия, Великобритания) с образовательно-просветительскими целями. В тот же период учился в Академии Коларосси в Париже. Занимался офортом у Е. С. Кругликовой. Работал с натуры в Парижском зоопарке.
В 1909 году за создание игрушек был награждён Министерством финансов Российской империи серебряной медалью. В 1913 году оканчивает МУЖВЗ, обучаясь у В. А. Серова и С. М. Волнухина. В 1913 году удостаивается звания художника-скульптора.
С 1916 по 1918 годы был участником Первой мировой войны (1914—1918), воевал под Луцком и в Карпатах на Румынском фронте. В 1918 году принимал участие в организации Детского музыкального театра имени Н. И. Сац. Вместе с художницей Н. Я. Симонович-Ефимовой организовал кукольный театр в Москве, просуществовавший до 1943 года.
С 1918 по 1930 годы — преподавал в ГСХМ-ВХУТЕМАСе-ВХУТЕИНе. Профессор. Среди его учеников были А. Е. Зеленский, И. Л. Слоним, Л. А. Кардашев, М. Ф. Листопад, А. И. Григорьев, Б. Д. Комаров, М. И. Лебедева, В. В. Мазурин и другие.
С 1926 по 1927 годы — заместитель председателя ОРС. Член объединений «Бригада скульпторов» («Бригада восьми») и «Четыре искусства». С 1930 по 1933 годы совершил этнографическую экспедицию московского Центрального музея народоведения в Башкирию и Удмуртию. Работал художником-оформителем в том же музее.
В 1937 году получил золотую медаль на Всемирной выставке в Париже за скульптуры «Бык» и «Рыбак с рыбой». В том же году выполнил фонтан «Дельфины» у Химкинского речного вокзала в Москве. В 1942 и 1943 годах создал барельефы для станций «Павелецкая» и «Автозаводская» Московского метрополитена. В 1946, 1948 и 1952 годы совместно со своим учеником скульптором Георгием Попандопуло выполнил рельефы Ярославского и Ленинградского вокзалов, а также сквозные рельефы в зимнем саду Большого Кремлёвского дворца. В паре с Г. Н. Попандопуло, который активно помогал делать рельефы и парковые скульптуры, Ефимов проработал с 1946 года и до конца своих дней.
В 1955 году присвоено звание заслуженного деятеля искусств РСФСР. В 1958 году становится Почётным членом Международного союза кукольников, получает серебряную медаль на Всемирной выставке в Брюсселе (за работу «Лань с детёнышем») и звание Народного художника РСФСР.
Жил в Москве на Новогиреевской улице, 7. Ушёл из жизни 7 января 1959 года. Похоронен на Введенском кладбище рядом с женой (5 уч.).

### Семья
Был женат на художнице Нине Яковлевне Симонович-Ефимовой (1877—1948), дочери пионеров общественного дошкольного образования в России Аделаиды Семёновны Симонович и Якова Мироновича Симоновича, двоюродной сестре художника Валентина Серова и тёте лауреата Нобелевской премии, молекулярного биолога Андре Львова.

## Творчество

### Анималистика

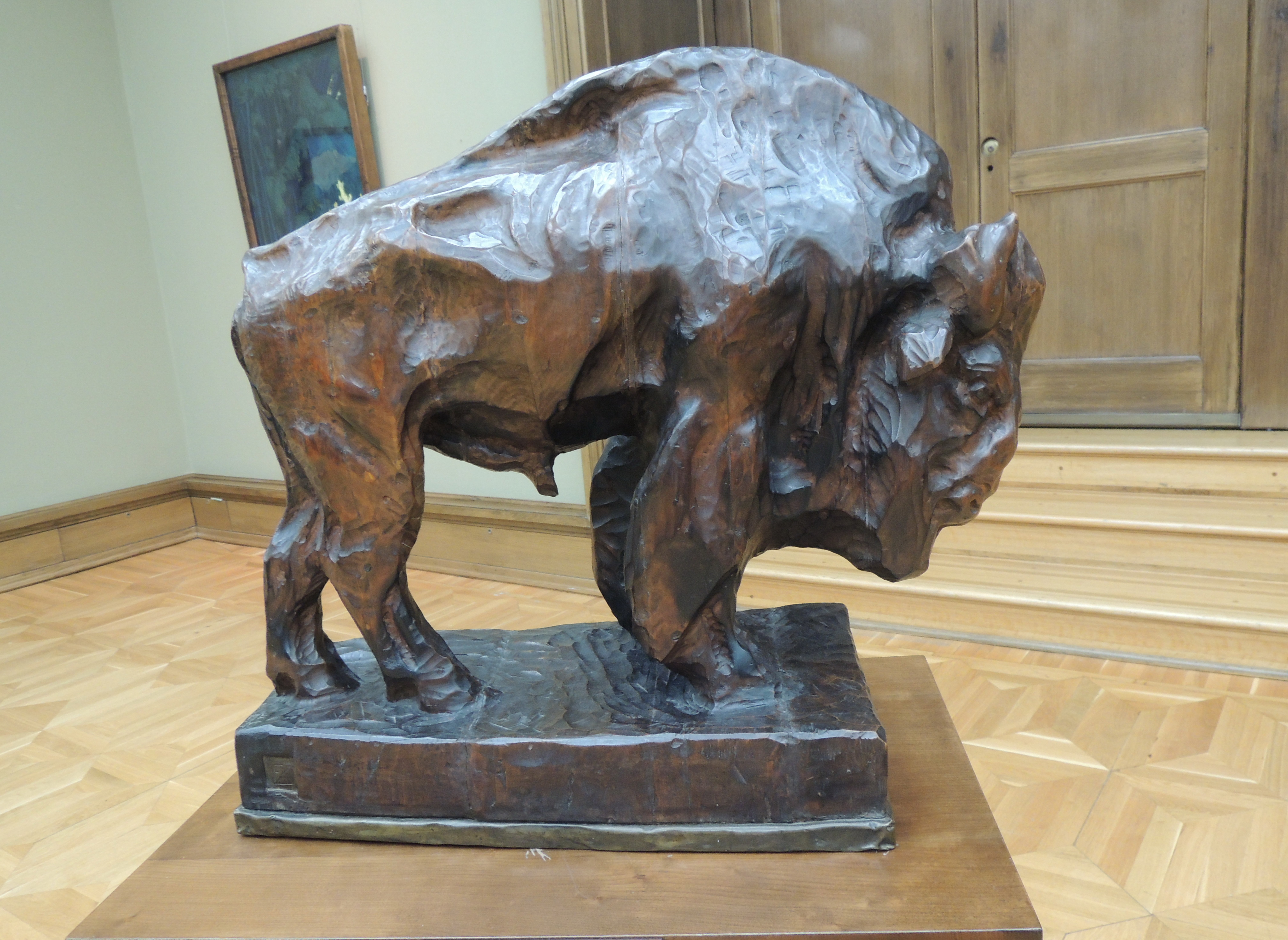
Бизон (1913)

И. С. Ефимов всю жизнь рисовал и лепил зверей, ковал их из меди, отливал из бронзы, вырезал из дерева. Скульптура, живопись, графика и декоративно-прикладное искусство на анималистическую тематику являлись его основным ремеслом. Работы И. С. Ефимова украшают станции Московского метро, Ярославский и Химкинский вокзалы, детские комнаты Ленинградского вокзала, зимний сад Большого Кремлёвского дворца, санатории в Морозовке под Москвой, санаторий в Цхалтубо в Грузии, интерьеры Пушкинского дома в Петербурге. И. С. Ефимов иллюстрировал более 20 книг для детей и взрослых. Ефимов часто любил созерцать окружающую действительность и получать вдохновение, подолгу сидя на крыше у Красных ворот. Русский писатель Борис Шергин, произведения которого Ефимов очень ценил, называл творчество скульптора — «радостная мудрость дитяти». Работы И. С. Ефимова имеются в Государственной Третьяковской галерее, Музее изобразительных искусств им. Пушкина, Русском музее, Национальном историческом музее Республики Беларусь, музее города Триест в Италии и других музеях.
Иван Семёнович Ефимов является изобретателем техники сквозного объёмного рельефа в скульптуре.

### Эротика
При жизни скульптора и продолжительное время после его смерти мировая общественность ничего не знала про его эротические работы. Ефимов пытался издать их дважды (в Российской империи и в СССР), но оба раза безуспешно. Широкой публике о них стало известно лишь после распада СССР. Количество эротических рисунков Ивана Ефимова составляет около одной тысячи листов и состоит из разных тематических серий. Православный священник и философ Павел Флоренский, друг семьи Ефимовых, был одним из немногих, кто видел эротическое творчество скульптора при его жизни. Ознакомившись с рисунками Ефимова, Флоренский произнёс слова: «Мораль повысилась бы, если бы обнародовать Ваши рисунки».
В 1996 году в Москве был издан альбом с эротическими работами Ивана Ефимова.

### Выставки
Выставки Ивана Ефимова проходили в Нью-Йорке, Париже, Лондоне, Венеции, Москве, Ленинграде, Ташкенте, Киеве, Болгарии, Венгрии, Индии и других городах и странах.

## Награды и звания
- Серебряная медаль Министерства финансов Российской империи (1909)
- Звание художника-скульптора (1913)
- Профессор ВХУТЕИНа и ВХУТЕМАСа (1918—1930)
- Золотая медаль на Всемирной выставке в Париже (1937)
- Заслуженный деятель искусств РСФСР (1955)
- Почётный член Международного союза кукольников (1958)
- Серебряная медаль на Всемирной выставке в Брюсселе (1958)
- Народный художник РСФСР (1958)